# İbrahim Tatlıses
İbrahim Tatlıses (Ibrahim Tatlı pour l'état-civil) est un auteur-compositeur-interprète, producteur, animateur et homme d'affaires turc né le 1er janvier 1952 à Şanlıurfa en Turquie. « Tatlıses » est un nom de scène qui signifie littéralement la « douce voix », c'est-à-dire la « belle voix ».

## Biographie
İbrahim Tatlıses est l'ainé d'une fratrie de sept enfants. Fils de Ahmet et Leyla Tatlı, d'origine kurde, il vit son enfance modestement avec le reste de sa famille dans une grotte. Quand Tatlıses est né, son père était en prison. Il n'a jamais fréquenté les bancs de l'école pour vendre de l'eau et cirer des chaussures.
Plus tard, il commence à travailler dans la construction métallique en tant que maitre de fer froid. Il est repéré par un cinéaste lorsqu'il chante sur l'un de ses chantiers. Il se rend ensuite à Adana pour se produire dans des casinos.
En 1974, il est devenu célèbre en chantant Ayağında Kundura dans un bar à Kınalı, Ankara puis il participe à une émission de radio dans la capitale et se produit à un réveillon du nouvel an à la télévision. Au milieu des années 70, il s'installe à Istanbul et commence à monter sur scène où il rencontre le musicien Yılmaz Tatlıses, qui lui a donné son nom de scène.
Les autres succès qui suivirent, Allah Allah, Kara Zindan, İnsanlar et Fosforlu Cevriyem établirent sa popularité en tant que chanteur de musique folklorique (son idole était Seyfettin Sucu).
Il avait interprété plusieurs films avec l'actrice et chanteuse-animatrice kurdo-turque Hulya Avshar, dont certains ont connu beaucoup de succès comme Mavi mavi et Ayse.
Il avait aussi interprété une chanson en hommage à sa collègue intitulée Huliye, à tel point qu'on a pensé qu'il était désespérément amoureux d'elle.
Dans la nuit du 13 au 14 mars 2011, alors qu'il rentrait d'une émission télévisée, il est victime d'une tentative d'assassinat dans le quartier de Maslak, au nord d'Istanbul. Une balle lui aurait traversé la tête par l'arrière et serait ressortie par le front. Au cours de cette attaque, Buket Cakici, une de ses attachées de presse, a également été blessée, dans le cou par un tir. La police a retrouvé une vingtaine de douilles de Kalachnikov sur les lieux du crime.
Le 27 septembre 2011, il épouse, à l'hôpital où il est soigné, Ayşegül Yıldız qui était sa compagne depuis 12 ans, et il a une fille qui s'appelle Elif Ada yumurcak .

## Succès en affaires
Il est surnommé Imparator (ce qui signifie « l'empereur » en turc) à cause de son importante activité dans de très nombreux domaines.
Il est notamment propriétaire, soit en propre, soit au travers du « Tatlises Group » qu'il contrôle, soit en compagnie d'autres associés du label discographique İdobay Müzik, de la radio Tatlises FM, de la chaine de télévision Tatlises TV, de la compagnie aérienne Tatlises Airlines, du quotidien Imparator, de la chaine de restauration rapide « Tatlises Kebab », de la marque de mode « by Tatlises ».

## Échec en politique
En 2007, Ibrahim Tatlises tenta de commencer une carrière politique en briguant un siège de député à la Grande Assemblée nationale de Turquie sur les listes du Parti jeune, alors dirigé par Cem Cengiz Uzan. Mais le parti n'atteignit pas le pourcentages de voix nécessaire pour se voir attribuer un siège au parlement.
En 2011, avant les élections générales turques il proposa sa candidature auprès du parti Adalet ve Kalkınma Partisi mais ne fut pas nommé. Ibrahim Tatlises était un candidat indépendant de Sanliurfa lors de ces élections avant qu'il n'eût retiré sa candidature.

## Mariages
İbrahim Tatlıses a célébré son premier mariage à Sanliurfa avec Adalet Durak. Le couple eurent trois enfants à la suite de cette union.
En 1979, lors pendant le tournage du film Kara Yazma il rencontre l'actrice Perihan Savaş. À la suite de son mariage avec l'actrice ils auront une fille, qui se nomme Melek Zübeyde.Selon les informations en date du 9 août 1984 Perihan Savaş déclare avoir été kidnappée et battue pendant 7 heures. Elle s'adressera ensuite au Procureur de la République en affirmant que le chanteur serait mentalement malade et en espérant qu'il soit arrêté. Il a été constaté que l'actrice avait un Œil au beurre noir et le sourcil éclaté. Lors de son interrogatoire le chanteur s'exprimera, et il avouera qu'en tant qu'homme il n'acceptait pas qu'elle ère de gauche à droite. Savaş mis fin à sa relation avec Tatlıses après ces évènements.
Il rencontre Derya Tuna lors du tournage du film Günah en 1983, ils auront ensemble un fils nommé Ibo (Ibrahim).
İbrahim Tatlıses se remarie avec Ayşegül Yıldız, à l'hôpital, le 27 septembre 2011 avec le maire de Şişli, Mustafa Sarıgül pour le célébrer et Fatih Terim comme témoin. Divorcés le 29 novembre 2013, ils auront une fille, Elif Ada, issue de leur mariage.

## Discographie

### Albums
- Acı Gerçekler
- Ayağında Kundura

#### Sabuha
- Dom dom kurşunu
- Bir mumdur
- Ben İnsan Değil Miyim
- Gelme İstemem
- Yaşamak Bu Değil
- Mutlu Ol Yeter
- Yalan
- Benim Hayatım
- Gülüm Benim-Gülümse Biraz
- Allah Allah-Hülya
- Kara Zindan
- Fosforlu Cevriyem
- Kralın Konseri-Anılarım
- İnsanlar
- Dünü ve Bugünü İle
- Vur Gitsin Beni-Yemin Ettim
- Ben Aşk İçin Ölürüm
- Mavi Mavi (1989)
- Ah Keşkem (1992)
- Mega Aşk (1993)
- Haydi Söyle (1994)
- İbrahim Tatlıses Klasikleri (1995)
- Ben De İsterem (1996)
- At Gitsin (1998)
- Selam Olsun (1999)
- Türkülerimiz (2000)
- Türkü Dinle Türkü Söyle (2000)
- Söylim mi (2000)
- Yetmez Mi (2001)
- Tek Tek (2003)
- Aramam (2004)
- Sizler İçin (2005)
- Bulamadım (2007)
- Neden (19 mars 2008)
- Yağmurla Gelen Kadın (15 mai 2009)
- Hani gelecektin (2010)
- « Yaylalar  » ( Singles ) (2018)